# والنتین هریستوف (وزنه‌بردار، زاده ۱۹۵۶)
والنتین هریستوف (بلغاری: Валентин Христов؛ زادهٔ ۱۶ مارس ۱۹۵۶) وزنه‌بردار اهل بلغارستان بود.
وی در مسابقات کشوری و بین‌المللی در مجموع برندهٔ ۳ مدال طلا، ۲ مدال نقره شده‌است.